# Ranko Djordjic
Ranko Djordjic (serbiska: Paнкo Ђopђић, bosniska: Ranko Đorđić), född 1 januari 1957 i Zenica, Bosnien och Hercegovina, Socialistiska federativa republiken Jugoslavien, är en svensk fotbollstränare/idrottslärare. 
Djordjic är far till fotbollsspelaren Bojan Djordjic.